# 1840.
◄ | 18. stoljeće | 19. stoljeće | 20. stoljeće | ►
◄ | 1810-ih | 1820-ih | 1830-ih | 1840-ih | 1850-ih | 1860-ih | 1870-ih | ►
◄◄ | ◄ | 1837. | 1838. | 1839. | 1840. | 1841. | 1842. | 1843. | ► | ►►
Arhitektura • Astronomija • Biologija • Fotografija • Glazba • Kazalište • Kemija • Kiparstvo • Knjige • Književnost • Kršćanstvo • Meteorologija • Medicina • Politika • Pravo • Promet • Slikarstvo • Šport • Znanost • Željeznički promet

## Događaji
- 10. lipnja – „junačkom igrom“ Ivana Kukuljevića Sakcinskog Juran i Sofija ili Turci kod Siska u izvedbi novosadskog Domorodnog teatralnog društva svoju djelatnost započinje Hrvatsko narodno kazalište u Zagrebu.
- Osmanlije protjerale 320 obitelji iz Mostara
- Utemeljena je najstarija hrvatska pivovara Pivovara Daruvar[1]
- Nastaje kriza Hrvatskog narodnog preporoda i dolazi do odvajanja Vraza, Rakovca i Vukotinovića

## Rođenja
- 3. siječnja – Otac Damien, belgijski svećenik, svetac († 1889.)
- 9. siječnja – Marin Bundić, hrvatski političar († 1902.)
- 5. veljače – John Boyd Dunlop, škotski veterinar i pronalazač († 1921.)
- 13. veljače – Mihovil Jordan Zaninović, hrvatski biskup († 1917.)
- 22. veljače – August Bebel, njemački socijalist († 1913.)
- 2. travnja – Émile Zola, francuski književnik († 1902.)
- 1. svibnja – Rose Monteiro, engleska sakupljačica biljaka i prirodoslovkinja († 1898.)
- 7. svibnja – Petar Iljič Čajkovski, ruski skladatelj († 1893.)
- 27. svibnja – Lars Fredrik Nilson, švedski kemičar i otkrivač skandija († 1899.)
- 9. srpnja – Štefan Žemlič, slovenski pisac († 1891.)
- 9. rujna – Petar Brani, hrvatski glumac i redatelj († 1914.)
- 21. rujna – Murat V., turski sultan († 1904.)
- 27. rujna – Mihovilj Naković, hrvatski pisac i učitelj iz Gradišća († 1900.)
- 14. studenog – Claude Monet, francuski slikar († 1926.)

## Smrti
- 27. svibnja – Niccolo Paganini, talijanski skladatelj (* 1782.)
- 11. rujna – Ivan Gabrijel Perboyre, francuski misionar (* 1802.)

## Vanjske poveznice
|  | Zajednički poslužitelj ima još gradiva o temi 1840. |